# 蒙河铁路
蒙河铁路是中国云南省红河州的一条铁路，是规划建设的泛亚铁路东线的组成部分。全长141公里，北起玉蒙铁路蒙自北站，南至河口北站，设计标准为国铁I级电气化铁路，速度目标值为每小时120公里。铁路正线终点河口北站与既有河口站通过联络线连接，并通过套轨铁路与越南铁路网相连，形成云南省出境的国际铁路通道。
蒙河铁路海拔落差1000多米，桥隧占全线73%。概算总投资69.3亿元。于2009年7月动工。2013年1月1日，蒙自北特大桥开始架梁，标志着蒙河铁路正式开始铺架，2014年9月建成通车。
2022年3月19日，蒙河铁路蒙自北-长桥海段拨接引入新建红河站普速场。

## 连接铁路
- 蒙自北站：玉蒙铁路
- 红河站：弥蒙铁路
- 河口北站：昆河铁路（连络线）